# Мамай Микола Якович
Микола Якович Мамай (7 лютого 1926, станиця Анастасієвська, тепер Слов'янського району Краснодарського краю, Російська Федерація — 6 червня 1989, місто Краснодон, тепер Сорокине Луганської області) — український радянський діяч, заслужений шахтар, бригадир вибійників шахти № 2 «Північна» тресту «Краснодонвугілля» Луганської області. Герой Соціалістичної Праці (26.04.1957). Член ЦК КПУ в 1960—1961 роках. Кандидат у члени ЦК КПРС у 1961—1966 роках. Депутат Верховної Ради СРСР 5—7-го скликань.

## Життєпис
Народився в селянській родині. Закінчив неповну середню школу. У 1941 році — робітник радгоспу Краснодарського краю РРФСР. У 1941—1943 роках — колгоспник колгоспів «Красный Октябрь» (села Катеринівки Лиманівського району) та імені Будьонного Краснодарського краю.
З 1943 по 1953 рік — у Червоній армії, учасник німецько-радянської війни. У 1945 році служив підношувачем мінометної батареї 1-го мотострілецького батальйону 10-ї гвардійської механізованої бригади 1-го Українського фронту.
Після звільнення зі Збройних сил СРСР у званні старшини у 1953 році приїхав в село Попівку Краснодонського району Ворошиловградської області Української РСР (нині Луганської області України) і став працювати на шахті № 2 «Північна» тресту «Краснодонвугілля». Починав з учня вибійника, а незабаром очолив бригаду вибійників шахти. Закінчив гірничі курси.
Член КПРС з 1955 року.
У 1956 році його призначили бригадиром 4-ї дільниці шахти № 2 «Північна», яка відставала із виконання плану. Через три місяці, завдяки праці Миколи Мамая, видобуток вугілля на дільниці став перевищувати план. Працюючи на шахті «Північна» (Дзержинськ), виступив у вересні 1956 року ініціатором змагання за щоденне перевиконання змінних норм виробітку кожним робітником не менше ніж на 1 тонну.
З 1961 року — бригадир комплексної бригади шахти «Суходільська» № 1 тресту «Краснодонвугілля» Луганської області. Виступив ініціатором руху за комплексну механізацію у вугільній промисловості і перевиконання планів шляхом впровадження нової техніки. У 1964 році за впровадження нової гірничої техніки, досягнення її високої продуктивності удостоєний Ленінської премії. У 1965 році за встановлення всесоюзного рекорду з видобутку вугілля нагороджений другим орденом Леніна. Історичним для Краснодона стало 30 серпня 1969, коли «мамаївці» видали на-гора мільйонну тонну вугілля. З 1964 року навчався в Краснодонському вечірньому гірничому технікумі Луганської області.
У 1970 році, після закінчення Краснодонського вечірнього гірничого технікуму, призначений на посаду помічника начальника дільниці шахти. Надалі працював начальником зміни, після чого вийшов на пенсію. Багато уваги приділяв роботі з молоддю.

## Твори
- Живая сила соревнования. Заметки шахтера, Ворошиловград, 1957
- За тонну топлива сверх нормы. Опыт работы добычной бригады шахты № 2, Москва, 1957.

## Нагороди
- Герой Соціалістичної Праці (26.04.1957)
- два ордени Леніна (26.04.1957, 1965)
- орден Вітчизняної війни ІІ ст. (11.03.1945)
- медаль «За відвагу» (9.06.1945)
- медаль «За взяття Берліна»
- медаль «За трудову доблесть» (26.04.1963)
- медалі
- знак «Шахтарська слава» 3-х ступенів
- Ленінська премія (1964)
- почесний громадянин міста Краснодона